# Hop-là !
Ne doit pas être confondu avec Hop !, Hop'la ou The Hop La !.
Hop-là ! est un journal illustré pour la jeunesse, publié par l’agence Opera Mundi de Paul Winkler à la fin des années 1930. 132 numéros sont parus entre le 7 décembre 1937 et le 16 juin 1940.
Hop-là ! contenait principalement les traductions de comic strips d'aventure ou humoristiques américains.
En octobre 1940, il fusionne avec Robinson : imprimé à Marseille en zone libre, ne contenant plus que des bandes dessinées d'auteurs français, le périodique disparaît en juillet 1944.

## Séries publiées
- Marc Orian (Barney Baxter in the air)
- Mandrake (Mandrake the Magician)
- Popeye
- Prince Vaillant (Prince Valiant)
- Roland Cassecou (Radio Patrol)
- Diane Détective (Connie)
- La Patrouille des Aigles (Roy Powers, Eagle Scout)